# Peptony
Peptony – polipeptydy tworzące się podczas enzymatycznego rozpadu białek (trawienie pepsyną albuminy jaja kurzego lub kazeiny; czasami też trawienie mięsa pankreatyną). Są głównym źródłem azotu organicznego w pożywce do hodowli bakterii. Zawierają liczne wolne aminokwasy i krótkie łańcuchy peptydowe, niektóre witaminy i czasami węglowodany. Mają białą lub żółtą barwę. Są rozpuszczalne w wodzie i nierozpuszczalne w etanolu i eterze. Nie koagulują i nie wysalają się. Czasami znajdują zastosowanie także jako środki odżywcze.